# 무라카미 유키히로
무라카미 유키히로(일본어: 村上 之宏, 1956년 9월 9일 ~ )는 일본의 전 프로 야구 선수이다. 도치기현 시오야군 다카네자와정 출신이며 현역 시절 포지션은 투수였다.

## 인물
다카네자와 상업고등학교 시절인 1973년 추계 간토 대회 도치기현 예선 준결승에 올랐지만 우쓰노미야가쿠엔 고등학교에게 0대 1로 패했다. 졸업 후 사회인 야구팀 닛폰 통운 우라와에 입단해 1976년 도시 대항 야구 대회에서는 도시바 후추의 보강 선수로서 출전했다. 이어지는 2차전 상대인 에히메 상호은행과의 경기에서 선발로 나와 호투했는데도 팀은 패했지만 프로 각 구단으로부터 주목받았다. 당시 팀 동료에는 오치아이 히로미쓰가 있었다. 1976년 프로 야구 드래프트 회의에서 난카이 호크스로부터 4순위 지명을 받았지만 회사의 잔류도 있었기 때문에 드래프트 협상권을 보류한 채로 잔류했다. 1977년 도시 대항 야구 대회에서는 닛폰 통운의 에이스로 출전하여 1차전에 선발 등판했지만 마루젠 석유에게 패했다. 그 후 드래프트 기한 내에 난카이에 입단했다.
프로 1년 차인 1978년에는 개막 이후부터 1군 엔트리에 올랐고 선발, 중간 계투, 마무리 투수 등 폭넓게 기용됐다. 그 해에는 40경기에 등판하여 5승 8패 3세이브를 기록하며 퍼시픽 리그 신인왕에 선정되는 영예를 안았다. 이듬해 1979년 6월에는 부상으로 두 달 동안의 공백기가 있었지만 시즌 5승을 올렸다. 1980년에는 개막 이후부터 팀내 선발진의 일원으로 기용됐지만 이렇다 할 결과를 남기지 않고 5월에는 팀의 전력에서 일시적으로 제외됐다. 8월에는 부활하여 두 차례의 완투승을 포함한 선발 3연승을 기록했지만 그 후에는 홈런과 안타를 얻어 맞는 등 7연패를 당했다. 1981년에는 스프링 캠프에서 팔꿈치 부상을 당한 이후 1군에서의 등판 기회는 거의 없었고 1982년을 끝으로 현역에서 은퇴했다. 
현역 시절 커브, 포크볼을 무기로 삼았다.

## 상세 정보

### 출신 학교
- 도치기현립 다카네자와 상업고등학교

### 선수 경력
- 닛폰 통운 우라와
- 난카이 호크스(1978년 ~ 1982년)

### 수상·타이틀 경력
- 신인왕(1978년)

### 개인 기록
- 첫 등판 : 1978년 4월 3일, 대 한큐 브레이브스 전기 3차전(한큐 니시노미야 구장), 6회말에 2번째 투수로서 구원 등판·마무리, 3이닝 무실점
- 첫 세이브 : 1978년 4월 7일, 대 크라운라이터 라이온스 전기 1차전(오사카 스타디움), 8회초 2사에 2번째 투수로서 구원 등판·마무리, 1과 1/3이닝 무실점
- 첫 탈삼진 : 1978년 4월 12일, 대 긴테쓰 버펄로스 전기 1차전(오사카 스타디움), 8회초에 구리하시 시게루로부터
- 첫 선발 : 1978년 4월 23일, 대 롯데 오리온스 전기 7차전(오사카 스타디움), 6과 3이닝 3실점(2자책점)
- 첫 승리·첫 완투 승리 : 1978년 4월 30일, 대 닛폰햄 파이터스 전기 5차전(고라쿠엔 구장), 9이닝 1실점
- 첫 완봉 승리 : 1978년 7월 19일, 대 닛폰햄 파이터스 후기 5차전(메이지 진구 야구장)

### 등번호
- 18(1978년 ~ 1980년)
- 16(1981년 ~ 1982년)

### 연도별 투수 성적
| 연 도      | 소 속      | 등 판 | 선 발 | 완 투 | 완 봉 | 무 4 구 | 승 리 | 패 전 | 세 이 브 | 홀 드 | 승 률 | 타 자 | 이 닝 | 피 안 타 | 피 홈 런 | 볼 넷 | 고 4 | 몸 맞 | 탈 삼 진 | 폭 투 | 보 크 | 실 점 | 자 책 점 | 평 자 책 | W H I P |
| ---------- | ---------- | ----- | ----- | ----- | ----- | ------- | ----- | ----- | -------- | ----- | ----- | ----- | ----- | -------- | -------- | ----- | ---- | ----- | -------- | ----- | ----- | ----- | -------- | -------- | ------- |
| 1978년     | 난카이     | 40    | 11    | 4     | 1     | 0       | 5     | 8     | 3        | --    | .385  | 561   | 132.0 | 126      | 9        | 53    | 2    | 5     | 69       | 1     | 0     | 58    | 53       | 3.61     | 1.36    |
| 1979년     | 난카이     | 34    | 7     | 1     | 0     | 0       | 5     | 6     | 2        | --    | .455  | 417   | 90.1  | 94       | 13       | 54    | 1    | 7     | 52       | 6     | 0     | 57    | 52       | 5.20     | 1.64    |
| 1980년     | 난카이     | 24    | 20    | 3     | 0     | 0       | 4     | 11    | 0        | --    | .267  | 509   | 103.2 | 116      | 20       | 87    | 0    | 4     | 49       | 5     | 0     | 90    | 85       | 7.36     | 1.96    |
| 통산 : 3년 | 통산 : 3년 | 98    | 38    | 8     | 1     | 0       | 14    | 25    | 5        | --    | .359  | 1487  | 326.0 | 336      | 42       | 194   | 3    | 16    | 170      | 12    | 0     | 205   | 190      | 5.25     | 1.63    |